# Peter Mollica
Peter Mollica (né en 1941) est un artiste verrier américain.

## Biographie
Peter Mollica naît en 1941 à Newton, dans le Massachusetts.
Il reçoit sa formation formelle en fabrication de vitraux traditionnels de style gothique lors d'un apprentissage au Chris Rufo Studio à Somerville de 1964 à 1968.
Au cours de son apprentissage dans le Massachusetts, Mollica est inspiré par le verre architectural allemand contemporain qu'il découvre en lisant Stained Glass: An Architectural Art de Robert Sowers. À 23 ans, il s'engage dans ce qui deviendrait une passion de toute une vie : le vitrail.
En 1968, il s'installe à Berkeley, en Californie, et ouvre son propre studio, avant de déménager en 1979 à Oakland. Il fabrique des vitraux pour la cathédrale nationale de Washington et pour le bâtiment fédéral d'Oakland (en), et conçoit et fabrique des œuvres pour les bibliothèques, les églises et les maisons de la côte ouest. Ses panneaux de verre suspendus librement ont été largement exposés et collectionnés. Il est l'auteur de Stained Glass Primer, un guide pratique faisant autorité sur la technique du vitrail, largement utilisé par les amateurs et les professionnels depuis sa première publication en 1971. Mollica a régulièrement enseigné des ateliers de design dans la région de la baie de San Francisco, à Mendocino ; à Saskatoon et en Saskatchewan, au Canada ; et à Nagano, au Japon.
Peter Mollica devient une figure centrale, peut-être la plus ancienne, d'une génération d'artistes du vitrail de la côte ouest qui ont émergé à la fin des années 1960 et au début des années 1970. Son succès est tel que Sowers inclut le travail de Mollica dans un nouveau livre en 1981.
En 1975, après avoir déménagé sur la côte ouest, Mollica étudie en Angleterre avec les designers Ludwig Schaffrath et Patrick Reyntiens, puis visite l'Allemagne pour voir de ses propres yeux les vitraux du début du XXe siècle de Johan Thorn Prikker et Heinrich Campendonk ainsi que ceux des artistes contemporains Ludwig Schaffrath, Wilhelm Buschulte, Johannes Schreiter et Georg Meistermann.

## Style

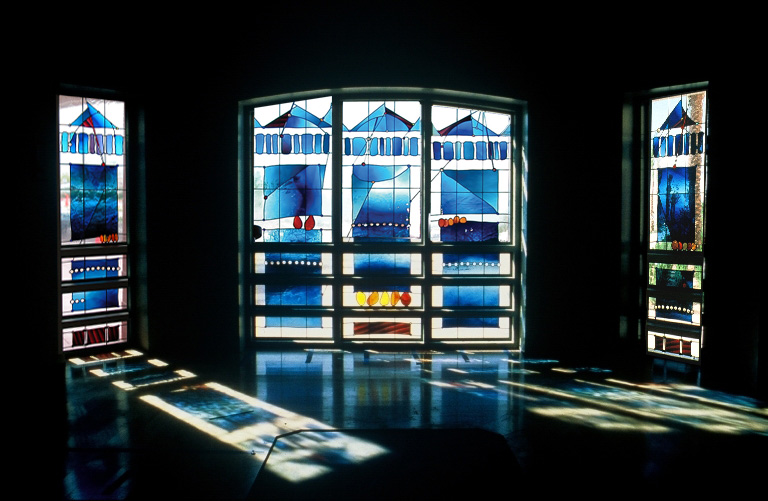
Chapelle de Catherine de Siena (2000).

Le style unique de Mollica trouve ses racines dans la conception des vitraux allemands du XXe siècle. Ses œuvres sont généralement basées sur « un motif en grille » qui est « interrompu par des passages lyriques ». Comme la conception du verre allemand, ses lignes de plomb jouent un rôle graphique et il a tendance à restreindre ou à éliminer la couleur. Le travail de Mollica, qu'il soit dans des bâtiments publics ou des résidences privées, se développe à partir de l'architecture environnante en utilisant les couleurs, les textures, les ondulations et les bulles du verre soufflé à la main pour mettre en valeur l'environnement dans son ensemble. Ses commandes publiques ont tendance à s’appuyer davantage sur des « structures grillagées », alors que les vitraux des résidences privées s’inscrivent dans une « structure plus flexible ». Mollica dit de ses vitraux dans les bâtiments : « Les vitraux doivent respecter les intentions de l’architecte, que le bâtiment ait été conçu comme un espace de méditation ou un contenant pour une célébration exubérante. Ils doivent également aider, d’une manière esthétique ou spirituelle, les personnes qui l’utilisent. »
Mollica fait également partie d’un groupe d’artistes de la côte ouest qui conçoivent et fabriquent leurs propres panneaux de vitraux indépendants. Beaucoup d’entre travaillent en étroite collaboration et exposent souvent leurs œuvres ensemble dans les années 1970 et 1980. Dans la déclaration introductive à la New Stained Glass Exhibition (« Nouvelle exposition de vitraux ») dans laquelle Mollica présente son travail avec d’autres artistes de la côte ouest, Robert Kehlmann, Sanford Barnett, Garth Edwards, Casey Lewis, Paul Marioni (en), Richard Posner et Narcissus Quagliata, Kehlmann souligne comment le travail de ces artistes a une affinité avec le dessin et la peinture du XXe siècle. Dans les panneaux autonomes de Mollica, comme dans ceux des autres, « la texture et le relief du verre, du plomb et de la soudure prennent une signification » qui est presque perdue dans une grande fenêtre loin de l'œil du spectateur. Les panneaux de Mollica, souvent fantaisistes et légers, ont tendance à être beaucoup plus personnels et expressifs que ses œuvres architecturales plus importantes. « Tout au long des années 1980, Mollica a manipulé la transparence dans des panneaux qui interagissent de plus en plus couramment avec leur environnement visuel. »

## Commissions notables
- 1978 :
  - bibliothèque publique de Brentwood (Californie)
  - salle de lecture de la Science Chrétienne à Berkeley (Californie)
  - chapelle du lycée St. Mary's College à Berkeley
- 1989 : huit fenêtres pour le cloître de l'église presbytérienne House of Hope à St. Paul (Minnesotta)
- 1995 : conception et fabrication de 12 vitraux pour l'église Sainte-Thérèse à Oakland (Californie)
- 1998 : claires-voies et fenêtres Bimah pour la Congrégation Shir Hadash à Los Gatos (Californie)
- 1999 : claires-voies pour le Knight Law Center de l'Université de l'Oregon à Eugene (Oregon).
- 2000 : vitraux de la chapelle Sainte-Catherine de Siena à l'hôpital dominicain Sainte-Rose, Henderson (Nevada)
- 2001 : fenêtres d'entrée et de bibliothèque pour l'école catholique Christ the King à Pleasant Hill (Californie)
- 2002 :
  - fenêtre du vestibule de l'église Sainte-Thérèse, Oakland (Californie).
  - fenêtres de la salle de lecture de la bibliothèque de la succursale d'Hollywood à Portland (Oregon)
- 2003 :
  - centre communautaire Northside à San Jose (Californie)
  - claires-voies pour la bibliothèque publique de Dublin à Dublin (Californie)
- 2004 : fenêtres de la salle de lecture pour la bibliothèque publique de Millbrae à Millbrae (Californie)
- 2006 : chapelle San Martín à l'hôpital dominicain St. Rose à Las Vegas (Nevada)
- Tout au long de sa carrière, Mollica a conçu de nombreuses fenêtres pour des résidences privées dans la région de la baie de San Francisco et le long de la côte ouest.

## Collaborations
- 1988 : fabrication de deux fenêtres claires conçues par Rowan LeCompte pour la cathédrale nationale de Washington, à Washington
- 1993 : fabrication de 64 panneaux de verre feuilleté conçus par Ed Carpenter (en) pour le bâtiment fédéral d'Oakland (en), à Oakland
- 2006 : fabrication d'une fenêtre résidentielle conçue par Robert Kehlmann, à Stinson Beach

## Expositions notables
- 1968 : « California Crafts Exhibit », Judah Magnes Museum, Berkeley (Californie)
- 1969 : « California Crafts », Crocker Art Museum, Sacramento (Californie)
- 1969 : « Peter Mollica/Stained Glass », American Institute of Architects, Oakland (Californie)
- 1972 : « Peter Mollica/Stained Glass », Richmond Art Center (en), Richmond (Californie)
- 1974 :
  - « Peter Mollica & Paul Marioni », Phillips-Allen Gallery, San Francisco (Californie)
  - « California Ceramics & Glass », musée de la Californie à Oakland, Oakland (Californie) — un catalogue a été publié
- 1976 : « New Directions in Leaded Glass: Six Bay Area Artists », Berkeley Arts Center, Berkeley (Californie)
- 1978 : « New Stained Glass », Museum of Contemporary Crafts, New York et The Renwick Gallery of The Smithsonian Institution, Washington — un catalogue a été publié
- 1979 :
  - « Das Bild in Glas », Hessisches Landesmuseum, Darmstadt (Allemagne) — un catalogue a été publié
  - « New Glass », musée du verre de Corning, Corning (New York). Exposition qui a ensuite voyagé au musée d'Art de Toledo (Toledo, Ohio), au Metropolitan Museum of Art (New York), au musée des Arts Décoratifs (Paris), au Seibu Museum (Tokyo), au Decorative, Applied and Folk Art Museum (Moscou) et au Musée de l'Ermitage (Saint-Pétersbourg) — un catalogue a été publié
- 1982 : Museum fur Zeitgenössische Glasmalerei, Langen (Allemagne)
- 1987 : « Thirty Years of Glass, 1957-1987 », Corning Museum, Corning (New York)
- 1988 : « World Glass Now ’88’ », Hokkaido Museum of Modern Art, Sapporo (Japon) — un catalogue a été publié
- 1989 : « History of American Glass », Corning Museum, Corning (New York). Exposition qui a ensuite voyagé en tant qu'échange culturel en URRS.
- 1994 : « Bay Area Artists Working with Glass », Cecile Moochnek Gallery, Berkeley (Californie)